# Lego Ninjago: A Spinjitzu mesterei – Az Ősök napja
A Lego Ninjago: A Spinjitzu mesterei – Az Ősök napja (eredeti cím: Lego Ninjago: Masters of Spinjitzu – Day of the Departed) 2016-ban bemutatott dán–amerikai televíziós 3D-s számítógépes animációs film, amely a Lego Ninjago: A Spinjitzu mesterei című televíziós sorozat első különkiadása. A tévéfilm a hasonló című Lego játék alapján készült. Műfaját tekintve akciófilm, filmvígjáték, fantasy film és harcművészeti film. Kanadában 2016. október 21-én volt a premierje, amíg Amerikában és Magyarországon egyaránt 2016. október 29-én mutatta be a Cartoon Network.

## Ismertető
Miközben a nindzsák őseikre és eltávozott barátaikra emlékezve lámpást gyújtanak eme szent napon, Yang sensei volt diákjait és a régi gonosztevőket kényszeríti Ninjago váratlan megtámadására. Eme napon a nindzsák mindegyike a számára közel álló emberről emlékszik meg.

## Cselekmény
A Nindzsák éppen a sivatagban haladnak Ninjago city felé. Cole majdnem összeütközik Jay-jel, Lloyd, Kai, Nya és Jay járműve összecsatlakozik, miáltal ultralopakodó támadóvá lesz, és így haladnak tovább Ninjago city felé. Az Ősök Napján nyílt meg a Ninjago Történeti Múzeum. Legelőször a nindzsák tekintik meg dr. Saunders kurátor jelenlétében a gonosztevőkről kiállított szobrokat, tárgyakat. Cole eközben nagyon magányosnak érzi magát, mivel ő egy szellem. Cole hozzáér a Yin pengéhez, mire elkezd halványulni a falon lévő Yang-kép – felszólítotja, jöjjön és zárja be a kört.
A nindzsák elhagyták a múzeumot és otthonuk felé vették az irányt. Cole az apjára gondolt, az apja pedig Cole-ra, Dareth pedig átírta a műsort. Sensei Yang templomához ment, ahol a gonosz szellem-mester tőrbe csalta őt. Cole megszerezte a Yin pengét, de rossz helyre csapott. Összetört egy edényt, melynek tartalma a jó-rossz holdfogyatkozás idején képes megidézni az eltávozottakat. Így hát a gonosztevők feléledtek. Samukai, Kozu, Cryptor, Chen és Morro Pythor betört a múzeumba és beállt a gonoszokhoz. Yang utasítja a gonosztevőket: pusztítsák el a nindzsákat. Az általuk kiszemelt nindzsa ellen fordulnak, bosszút akartak állni rajta. Chen Kai és Nya ellen a kovácsműhelynél, Samukai Jay ellen a roncstelepen, Cryptor Zane ellen dr. Julien rejtekénél intéznek támadást. Cryptor lerombolta Julien szobrát, Morro Wu ellen a kolostornál Pythor Lloyd ellen, indul támadás.
A kolostornál Morro eligazította Wu sensei-t, majd szembeszálltak az ellenséggel. Közben Cole küzd a szellem-tanítványokkal és meg akarja állítani Yangot. A gonosz sensei a Yin pengével újra halandó emberi testet akar ölteni (ez is változtatta őt szellemmé). A gonosztevők Morro és Pythor kivételével mind szellemé változtak. Morro visszamegy a múzeumba és ismét szoborrá változik. Cole közbeavatkozik, Yang tanítványai pedig berepülnek a hasadékba és visszaváltoznak emberré. Végül azt szeretné, hogy mindketten emberekké váljanak. Yang sensei ismételten ármánykodik, így végül a föld mestere, Cole egy hatalmas robbanás után a földre zuhan, immár emberként. Most már barátai újra felfigyelnek rá és nagyon örülnek sikerének. (Ezek után egy furcsa tetoválás válik láthatóvá homloka bal részén.) A nindzsák felengedik a lámpásokat, Wu pedig így szól: Boldog Ősök napját!

## Helyszínek
- Sivatag – A film itt kezdődik. Itt mennek a nindzsák Ninjago City felé. Jay és Cole majdnem összeütköznek, de sikerül kikerülniük egymást. A nindzsák itt válnak szét a múzeum-beli látogatás után.
- New Ninjago City – Itt rendezték az Ősök napi műsort. Halloween napja volt.
- Ninjago Történeti Múzeum – Az Ősök napján nyílt meg. Itt állították ki a gonosztevők (Cryptor, Kozu, Chen, Samukai, Pythor és Morro) szobrait és fegyvereit, Yang Sensei festményét és a Yin pengét is. Yang füstje életre kelti Samukai-t, Kozu-t, Cryptor-t, Chen-t, és Morro-t. Yang festménye elmondja, miért keltette életre őket, de Pythor betört a múzeumba, hogy megnézze a kiállítást. Észreveszi, hogy a szobrok nincsenek a helyükön. Később Kozu és harcosai bekergetik Dareth-et és szétverik a múzeumot. A nindzsák itt találkoznak. Morro visszaváltozik szoborrá.
- Kovácsműhely – Kai és Nya visszamentek hogy emlékezzenek a szüleikre (Ray-re és Maya-ra), de Chen és harcosai odamentek harcolni ellenük. Kai és Nya legyőzik Chen-t és harcosait.
- Ócskavastelep – Jay visszament, hogy emlékezzen a nagyszüleire, de Samukai megjelent két csontvázzal. Végül Jay legyőzi őket.
- Nyírfaerdő – Zane visszament emlékezni apjára (dr. Julienre). Zane megépíti az apja szobrát, de megjelenik Cryptor és lerombolja. Cryptor dr. Julient "apjának" nevezi, de Zane legyőzi őt.
- Monostor – Wu visszament emlékezni apjára (Az Első Spinjitzu mesterre), majd megjelent Morro és beszélgettek.
- Az Ősök Folyosója – Lloyd elmegy anyjával emlékezni Garmadonra, de megjelenik Pythor és Lloyd-ra löki az egyik szobrot. Később leveti magát az egyik szoborról.
- Az Airjitzu temploma – Cole elmegy oda, hogy harcoljon Yang ellen. Yang odahívja: vigye el a Yin-pengét, hogy visszaváltozhasson emberré, ám ez nem sikerül. Cole és Yang tanítványai visszaváltoznak emberré, Yang pedig szellem marad.

## Szereplők
| Szereplő                          | Eredeti hang         | Magyar hang              |
| --------------------------------- | -------------------- | ------------------------ |
| Lloyd Garmadon                    | Jillian Michaels     | Baradlay Viktor          |
| Kai Smith                         | Vincent Tong         | Markovics Tamás          |
| Jay Walker                        | Michael Adamthwaite  | Moser Károly             |
| Zane Julian                       | Brent Miller         | Széles Tamás             |
| Cole Bucket                       | Kirby Morrow         | Szvetlov Balázs          |
| Nya Smith                         | Kelly Metzger        | Molnár Ilona             |
| Sensei Wu                         | Paul Dobson          | Várday Zoltán            |
| Misako Garmadon                   | Kathleen Barr        | Menszátor Magdolna       |
| Dareth                            | Alan Marriott        | Előd Álmos               |
| Ronan                             | Brian Dobson         | Szabó Sipos Barnabás     |
| Ed Walker                         | Colin Murdock        | Csuha Lajos              |
| Edna Walker                       | Jillian Michaels     | Andresz Kati             |
| P.I.X.A.L.                        | Jennifer Hayward     | Ősi Ildikó               |
| Szarvasbogarak (Királyi Kovácsok) | Jeppe Riddervold     | Szabó Máté Magyar Bálint |
| Dr. Saunders                      | Michael Daingerfield | Katona Zoltán            |
| Samukai                           | Michael Kopsa        | Törköly Levente          |
| Pythor                            | Michael Dobson       | Kerekes József           |
| Kozu tábornok                     | Paul Dobson          | Bognár Tamás             |
| Cryptor                           | Richard Newman       | Faragó András            |
| Chen mester                       | Ian James Corlett    | Barbinek Péter           |
| Morro                             | Andrew Francis       | Dolmány Attila           |
| Yang Sensei                       | Michael Donovan      | Rosta Sándor             |

## Magyar változat
A szinkront a Turner Broadcasting System megbízásából a SDI Media Hungary készítette, 2016-ban.
- Magyar szöveg: Lai Gábor
- Hangmérnök: Császár-Bíró Szabolcs
- Vágó: Kránitz Bence
- Gyártásvezető: Németh Piroska
- Szinkronrendező: Faragó József
- Produkciós vezető: Németh Napsugár
- Felolvasó: Várday Zoltán